# Sezon na miłość
Sezon na miłość (tur. Kiraz Mevsimi) – turecki serial telewizyjny z 2014 roku. W Polsce emitowany od 1 czerwca do 12 sierpnia 2015 w TV Puls. Pokazano 1. serię, liczącą 51 odcinków.

## Zarys fabuły
Treścią serialu jest historia młodej studentki – Öykü, która chce zostać najlepszą projektantką mody na świecie. Dziewczyna podkochuje się w Mete – starszym bracie swojej koleżanki. Chłopak traktuje ją jak przyjaciółkę. W dodatku, ma już dziewczynę. W jej życiu niespodziewanie pojawia się przyjaciel Mete – Ayaz, który jest synem topowej projektantki mody. Ayaz od razu zakochuje się w Öykü, jednak nie przyjmuje tego z początku do wiadomości. Öykü i Ayaz przez zbieg okoliczności zostają parą. Matka Ayaza, Önem, od początku nie akceptuje wybranki syna i wraz z Şeymą starają się rozdzielić zakochanych. Jednak ich intrygi nie odnoszą skutku. Z czasem Mete uświadamia sobie, że także kocha Öykü, którą wcześniej odrzucił. Staje do rywalizacji z Ayazem o jej względy. Jego starania niespodziewanie ułatwia wypadek samochodowy, w wyniku którego Öykü doznaje amnezji i zapomina o uczuciu jakie łączy ją z Ayazem, ale pamięta młodzieńczą miłość do Mete. Ayaz mimo to stara się rozbudzić w ukochanej dawne uczucia, a Mete próbuje wykorzystać okazję, którą już kiedyś zaprzepaścił. Öykü jednak odzyskuje pamięć i wraca do Ayaza. Ich uczucie nadal będzie zagrożone przez intrygi Önem, Şeymy czy Mete, który nie zrezygnuje z Öykü. Ostatecznie jednak Öyku i Ayaz pobierają się.

## Obsada
- Özge Gürel – Öykü Acar
- Serkan Çayoğlu – Ayaz Dinçer
- Nilperi Sahinkaya – Şeyma Çetin
- Dağhan Külegeç – Mete Uyar
- Nihal Işıksaçan – Burcu Uyar
- Aras Aydın – Emre Yigit
- Fatma Toptas – Sibel Korkmaz
- Serkan Börekyemez – Ilker Korkmaz
- Neslihan Yeldan – Önem Dinçer
- Nezih Cihan Aksoy – Olcay
- Aysegül Ünsal – Meral Acar
- Tamer Berke Sarikaya – Cem Acar
- Hakan Çimenser – Bülent Uyar